# Institut Allen per a la Intel·ligència Artificial
El Institut Allen per a la IA (abreujat AI2) és un institut de recerca sense fins de lucre 501(c)3 fundat pel difunt cofundador i filantrop de Microsoft Paul Allen el 2014. L'institut busca dur a terme investigacions i enginyeria d'IA d'alt impacte al servei del bé comú. Oren Etzioni va ser nomenat per Paul Allen el 30 de setembre de 2022. Va ser reemplaçat de forma interina per l'investigador principal d'Aristo de l'empresa. projecte, Peter Clark. El 20 de juny del 2023, AI2 va anunciar Ali Farhadi com el seu proper director executiu a partir del 31 de juliol del 2023. La junta directiva de l'empresa va formar un comitè de recerca d'un nou director general. AI2 també té una oficina activa a Tel-Aviv, Israel.

## Equips
- Aristo': Aristo és un projecte emblemàtic d'AI2 que es va inspirar en un projecte similar anomenat Projecte Halo dut a terme per l'empresa d'inversió Vulcan, amb seu a Seattle.[1] L'objectiu original del projecte era dissenyar un sistema artificialment intel·ligent sistema que pogués llegir, aprendre i raonar amb èxit a partir de textos i, en última instància, demostrar el seu coneixement en aprovar amb èxit un examen de ciències de vuitè grau: l'equip va aconseguir aquest objectiu el 2018.[2] L'enfocament actual de l'equip[3] és construir la propera generació de sistemes que puguin raonar sistemàticament, explica i millorar contínuament amb el temps.
- PRIOR: L'equip PRIOR busca avançar en el camp de la visió per ordinador mitjançant la creació de sistemes d'intel·ligència artificial que puguin veure, explorar, aprendre i raonar sobre el món.[4] L'equip va llançar la plataforma oberta d'IA incorporada AI2-THOR el 2016, donant suport a la capacitació d'agents d'IA en entorns simulats.[5] Al febrer de 2018, l'equip va llançar el joc Iconary com a demostració d'una IA que pot comprendre i produir escenes situades a partir d'un conjunt limitat d'icones.
- Semantic Scholar: L'eina Semantic Scholar és un motor de cerca recolzat per intel·ligència artificial per a publicacions acadèmiques publicat públicament el novembre de 2015. Utilitza avenços en processament del llenguatge natural per proporcionar funcions com ara resums d'articles acadèmics, informació contextual sobre cites en línia i la capacitat de crear biblioteques d'articles i rebre recomanacions d'articles.
- AllenNLP: L'equip d'AllenNLP treballa en investigacions per millorar el rendiment i la responsabilitat dels sistemes de PNL, i avançar en metodologies científiques per avaluar i comprendre els sistemes de PNL. L'equip produeix la seva pròpia investigació, així com eines de codi obert per accelerar la investigació de PNL.[6]
- MOSAIC: El projecte Mosaic se centra a definir i construir coneixement de sentit comú i raonament per a sistemes d'IA.[7]
- IA per al Medi Ambient: Aquests equips busquen aplicar solucions d'intel·ligència artificial per a la prevenció de la caça furtiva i la pesca il·legal en llocs de tot el món, així com problemes ambientals com el modelatge climàtic i la gestió incendis forestals. Els equips d'aquest grup inclouen Earth Ranger, Skylight, Climate Modeling i Wildlands.

## OLMo
L'11 de maig de 2023, AI2 va anunciar OLMo, un model de llenguatge obert que pretén ser comparable a altres models de llenguatge d'última generació i s'espera que es llanci el 2024.